# 1972 en Inde
Chronologie de l'Inde
- 1968
- 1969
- 1970
- 1971
- 1972
- 1973
- 1974
- 1975
- 1976

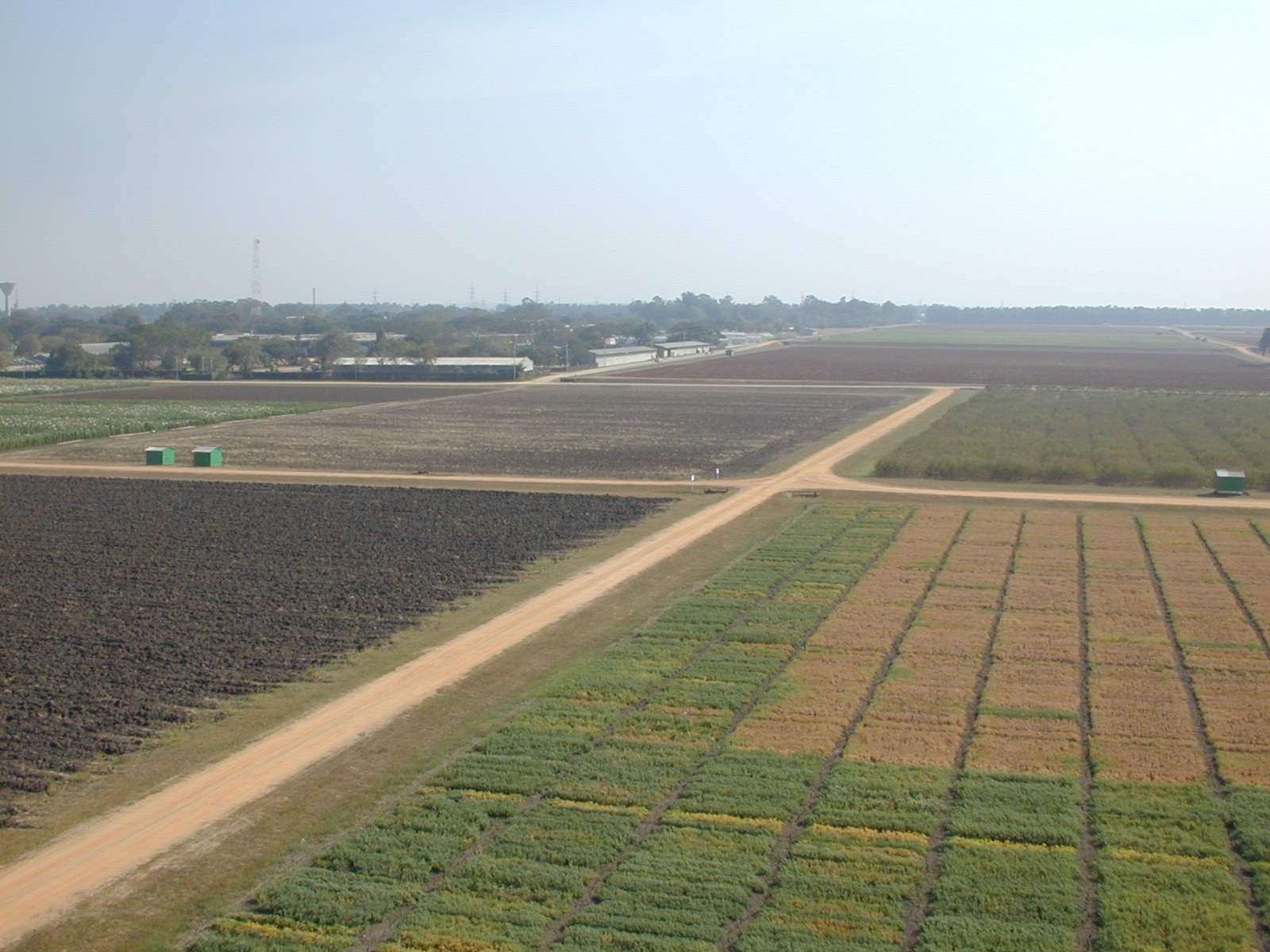
Création de l'Institut international de recherche sur les cultures des zones tropicales semi-arides à Patancheru.

Cette page concerne les évènements survenus en 1972 en Inde :

## Évènement
- Mouvement Jai Andhra (en)
- 19 mars : Traité d'amitié, de coopération et de paix entre l'Inde et le Bangladesh (en)
- 26 mars : Affaire du viol de Mathura (en)
- 14 juin : Crash du vol 471 de la Japan Airlines (en)
- 2 juillet : Accord de Shimla
- septembre : Saison cyclonique dans le nord de l'océan Indien (en).
- 24 septembre : Accident du vol 472 de la Japan Airlines (en)

## Cinéma
- 19e cérémonie des Filmfare Awards
- 20e cérémonie des National Film Awards (en)
- Les films Seeta Aur Geeta, Pakeezah et Dushmun (en) sont à la première place du box office indien pour l'année 1972.
- Autres sortie de film :
  - Be-Imaan
  - Maya Darpan

## Littérature
- Angry River (en), roman de Ruskin Bond.
- Baksho Rahashya (en), roman de Satyajit Ray
- Grahana (en), roman de S. L. Bhyrappa (en)
- Rau, roman historique de Nagnath S. Inamdar (en).
- The Devil's Wind (en), roman de Manohar Malgonkar (en).
- The Nowhere Man (en), roman de Kamala Markandaya

## Création
- État du Manipur